# 22 octombrie
ianuarie • februarie • martie  • aprilie  • mai  • iunie  • iulie  • august  • septembrie  • octombrie  • noiembrie  • decembrie
22 octombrie este a 295-a zi a calendarului gregorian și a 296-a zi în anii bisecți. Mai sunt 70 de zile până la sfârșitul anului.

## Evenimente

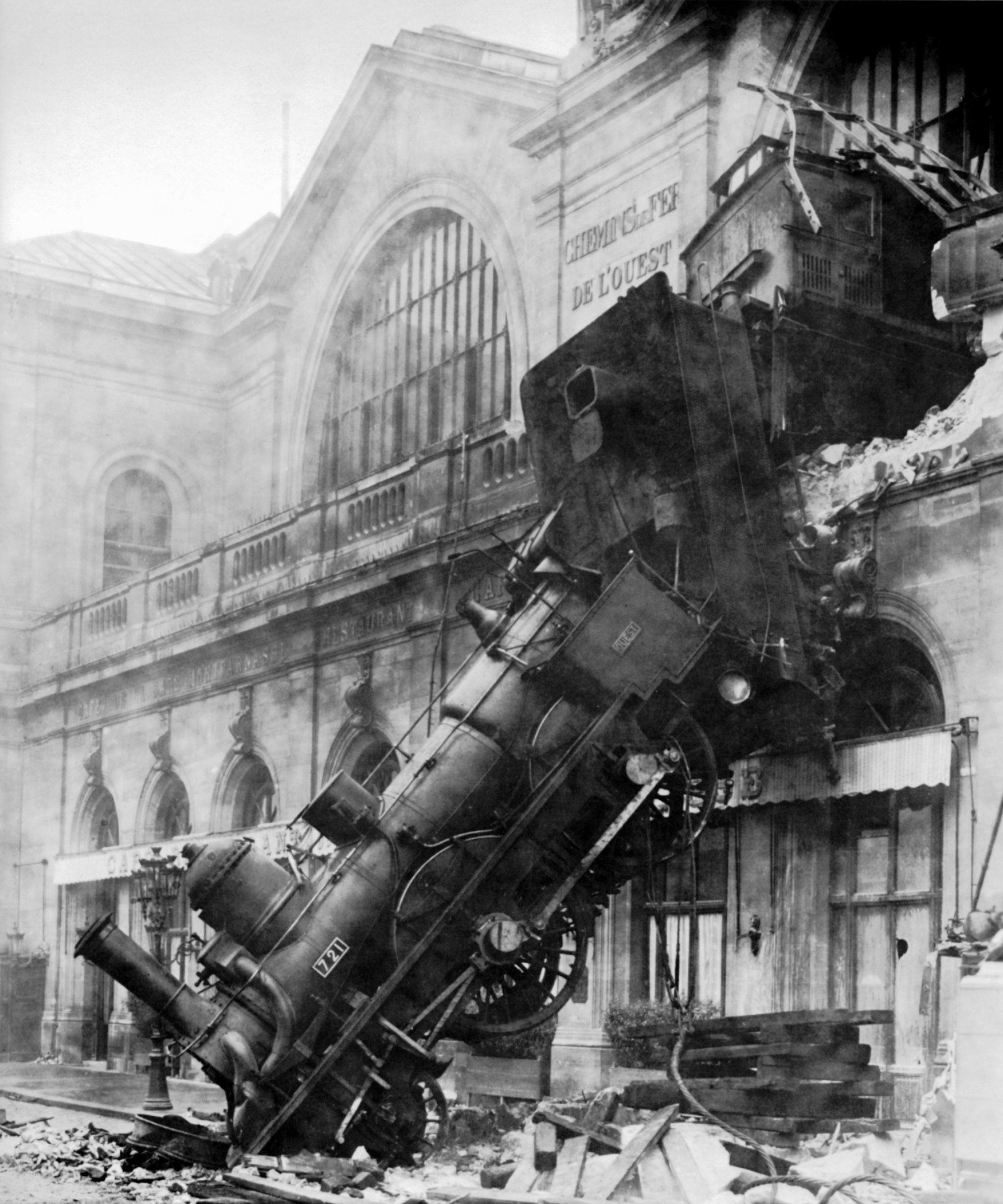
1895: În Gara Montparnasse din Paris, un tren a deraiat, a depășit capătul liniei, a pătruns 30 m pe peron și a ieșit prin fațada gării.

- 0362: Templul lui Apollo din Daphne este distrus de un foc misterios.
- 0794: Împăratul Kammu a mutat capitala japoneză la Heiankyo (astăzi Kyoto).
- 1707: Dezastrul naval din Sicilia: navele Marinei Regale britanice se deplasau, prin manevre riscante, printre recifele aflate la vest de Insulele Siciliei. Patru nave s-au scufundat și aproximativ 2.000 de oameni și-au pierdut viața.
- 1797: Francezul André-Jacques Garnerin a efectuat în premieră mondială o săritură cu parașuta dintr-un balon.
- 1836: Sam Houston e ales ca primul președinte a Republicii Texas independente.
- 1865: A fost fondat primul ziar muncitoresc cubanez La Aurora.
- 1873: La Palatul Schönbrunn, Kaiserul Wilhelm I al Germaniei, împăratul Franz Joseph I al Austro-Ungariei și țarul Alexandru al II-lea al Rusiei semnează acordul celor trei împărați, care vizează izolarea Franței.
- 1883: A fost inaugurată Opera Metropolitan din New York City, unul dintre centrele culturii muzicale mondiale. Cu acest prilej s-a interpretat opera Faust, a compozitorului francez Charles Gounod (1818-1893).
- 1895: În Gara Montparnasse din Paris, un tren a deraiat, a depășit capătul liniei, a pătruns 30 m pe peron și a ieșit prin fațada gării.
- 1911: A apărut revista literară, artistică și socială Flacăra, sub direcția lui Constantin Banu.
- 1932: A treia Conferință balcanică de la București, la care participă Albania, Grecia, Iugoslavia, România și Turcia. Se pun bazele unui pact politic balcanic bazat pe principiul neagresiunii.
- 1945: În cadrul Plenarei Comitetul Central al Partidului Comunist Român, se intensifică ostilitățile dintre conducerea Partidului Muncitoresc Român, formată în jurul lui Gheorghe Gheorghiu-Dej, și Lucrețiu Pătrășcanu;[1]
- 1953: Laos își câștigă independența față de Franța
- 1962: Criza rachetelor cubaneze. Începe blocada economică a SUA împotriva Cubei.
- 1964: Jean-Paul Sartre a refuzat Premiul Nobel pentru Literatură, declarând că nu dorește să fie „transformat” de acest premiu
- 1968: Apollo 7 a aterizat conform planului, coborând în Oceanul Atlantic după ce a orbitat de 163 de ori în jurul Terrei.
- 1968: Trupa rock Led Zeppelin a lansat albumul Led Zeppelin II.
- 1974: A fost inaugurat Centrul Național de Fizică București.
- 1991: Arhiepiscopul Bartolomeu I este ales cel de–al 270–lea patriarh ecumenic al Constantinopolului, liderul spiritual al ortodocșilor din întreaga lume.
- 2019: La Palatul Imperial din Tokyo are loc ceremonia de întronare a noului Împărat al Japoniei, Naruhito, la care au participat aproximativ 2.000 de invitați din care 420 demnitari străini.[2]

## Nașteri
- 1591: Alfonso al III-lea d'Este, Duce de Modena (d. 1644)
- 1659: Georg Ernst Stahl, chimist german (d. 1734)
- 1689: Ioan al V-lea al Portugaliei (d. 1750)
- 1701: Maria Amalia a Austriei, împărăteasă a Sfântului Imperiu Roman (d. 1756)
- 1811: Franz Liszt, compozitor și pianist maghiar (d. 1886)
- 1818: Leconte de Lisle, poet și traducător francez (d. 1894)

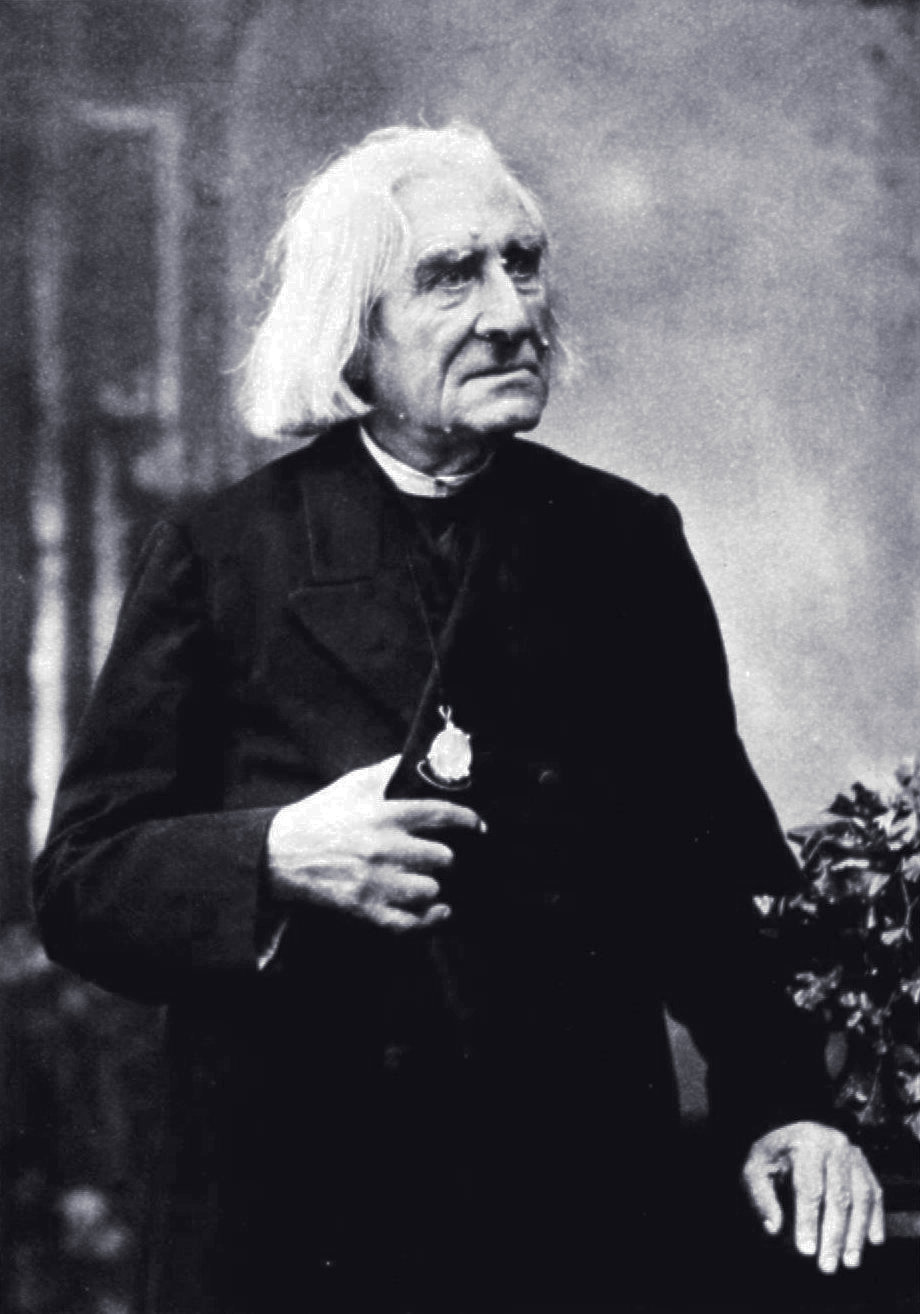
Franz Liszt, compozitor și pianist maghiar
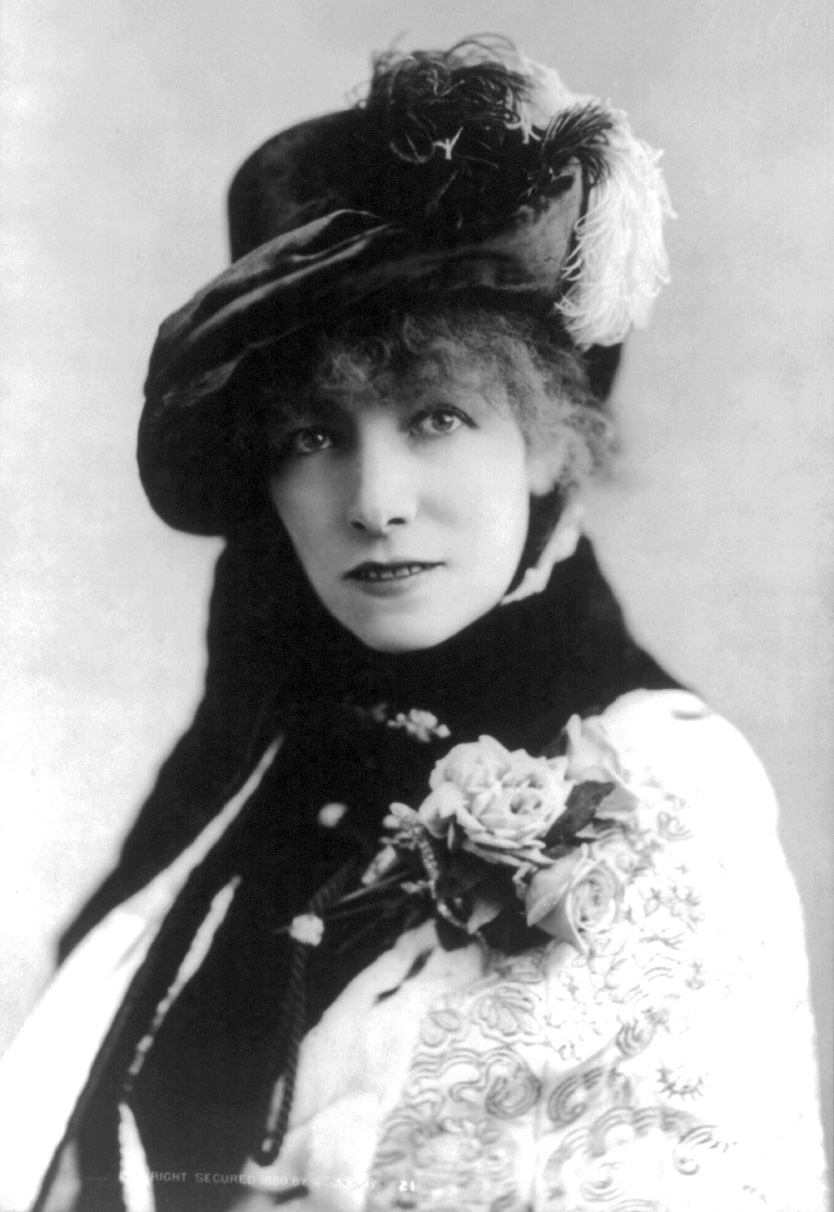
Sarah Bernhardt, actriță franceză
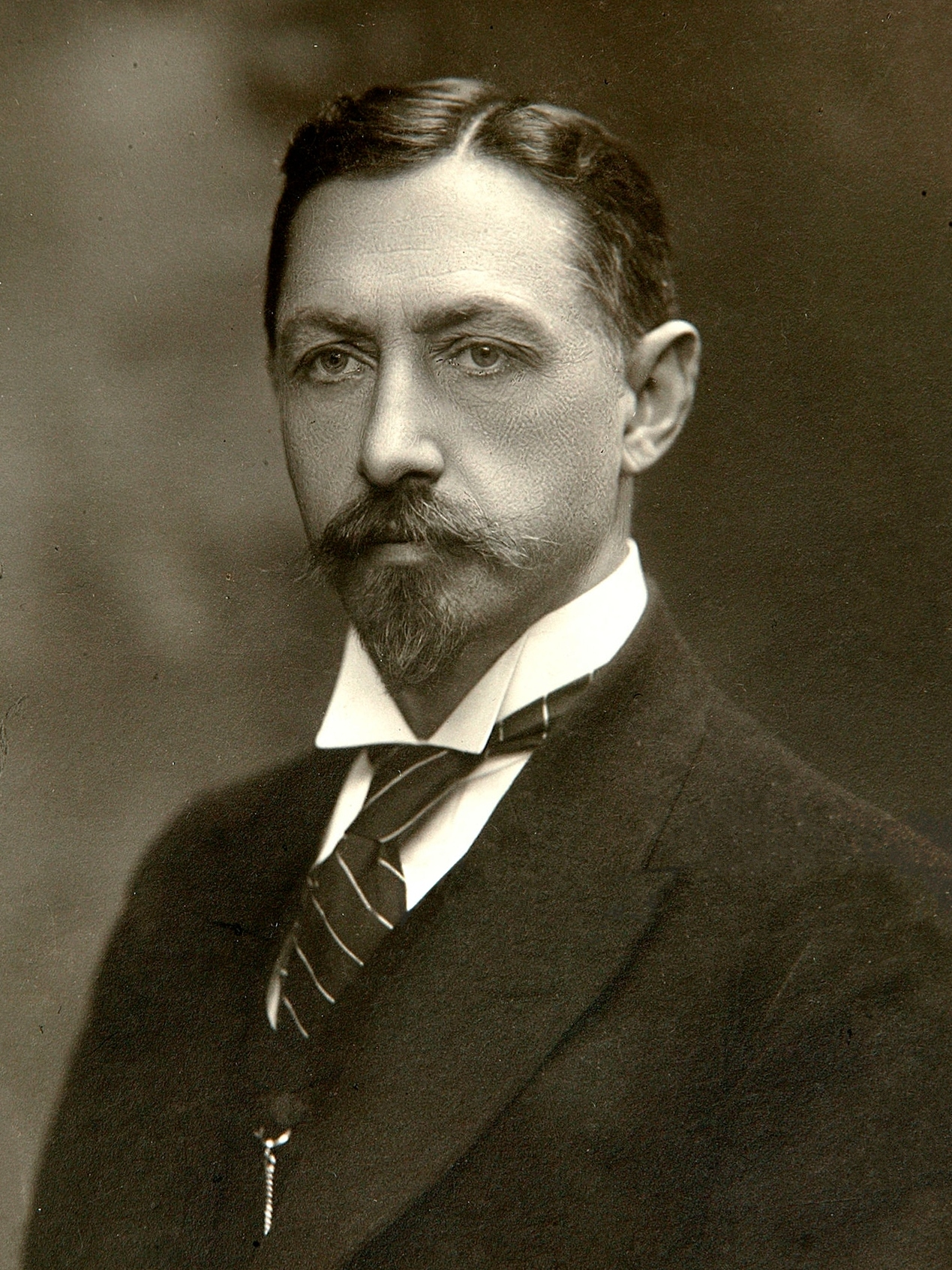
Ivan Bunin, scriitor rus, laureat Nobel

- 1823: John Sherman, om politic american, senator (d. 1900)
- 1844: Sarah Bernhardt, actriță franceză (d. 1923)
- 1846: Dimitrie Brândză, medic, naturalist și botanist român, membru al Academiei Române și fondator al Grădinii Botanice din București (d. 1895)
- 1852: Adam Müller-Guttenbrunn, scriitor austriac (d. 1923)
- 1858: Augusta Viktoria de Schleswig-Holstein, prima soție a împăratului Wilhelm al II-lea al Germaniei (d. 1921)
- 1860: Charles-Amable Lenoir, pictor francez (d. 1926)
- 1866: Aglae Pruteanu, actriță română (d. 1941)
- 1870: Ivan Alexeevici Bunin, scriitor rus, laureat al Premiului Nobel (d. 1953)
- 1881: Clinton Davisson, fizician american, laureat al premiului Nobel (d. 1958)
- 1900: Paul Wittmann, cantor, organist și compozitor român de etnie germană (d. 1985)
- 1903: George Wells Beadle, cineast nord-american (d. 1989)
- 1907: Cella Serghi, scriitoare română (d. 1992)
- 1913: Robert Capa, fotograf american/ungur (d. 1954)
- 1913: Bao Dai, ultimul împărat al Vietnamului (d. 1997)
- 1915: Yitzhak Shamir, om politic israelit (d. 2012)
- 1917: Joan Fontaine, actriță americană (d. 2013)
- 1919: Doris Lessing, scriitoare engleză, laureată a premiului Nobel (d. 2013)
- 1920: Timothy Leary, psiholog american (d. 1996)
- 1921: Georges Brassens, poet, cântăreț-compozitor francez (d. 1981)
- 1925: Robert Rauschenberg, artist plastic american (d. 2008)

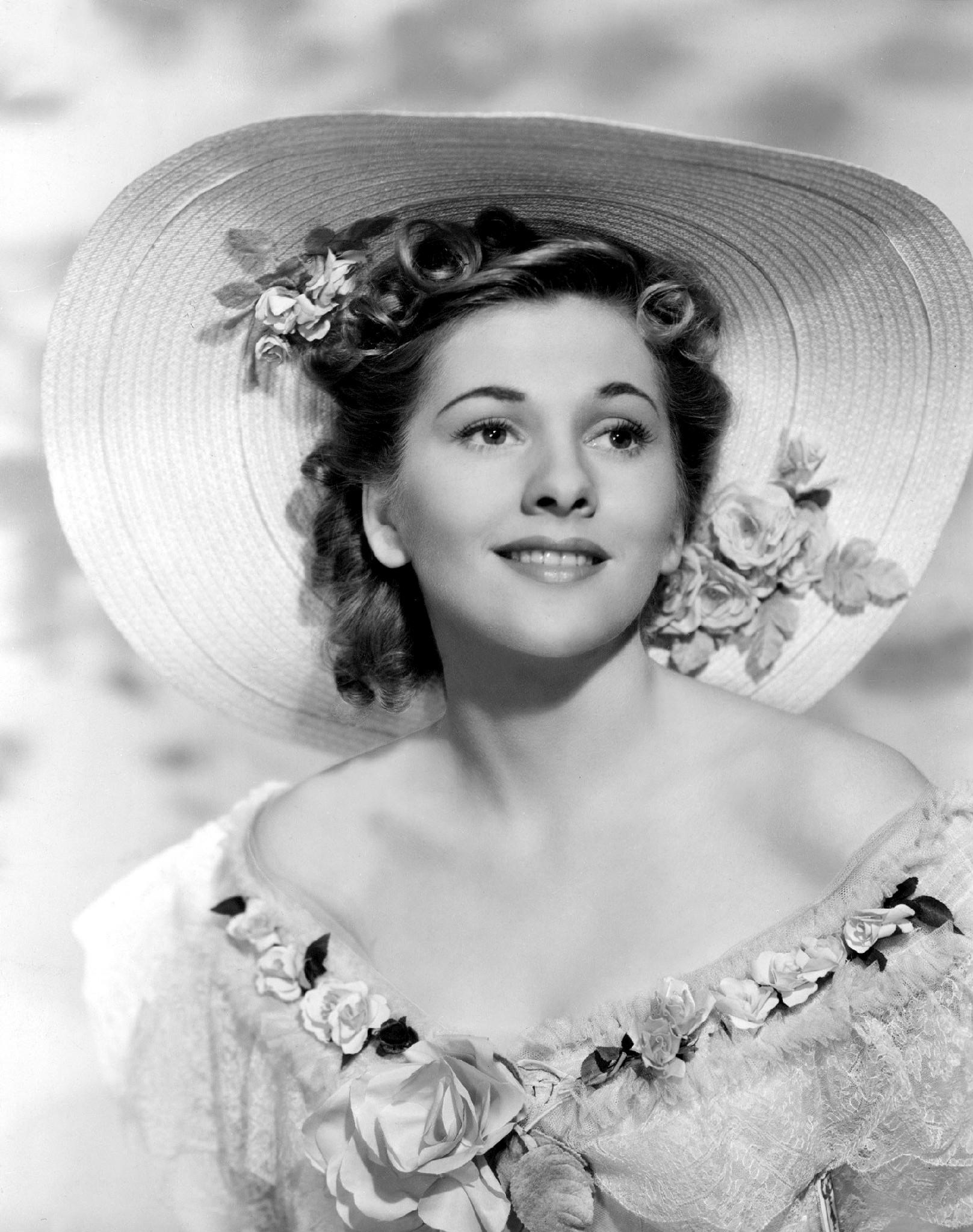
Joan Fontaine, actriță americană
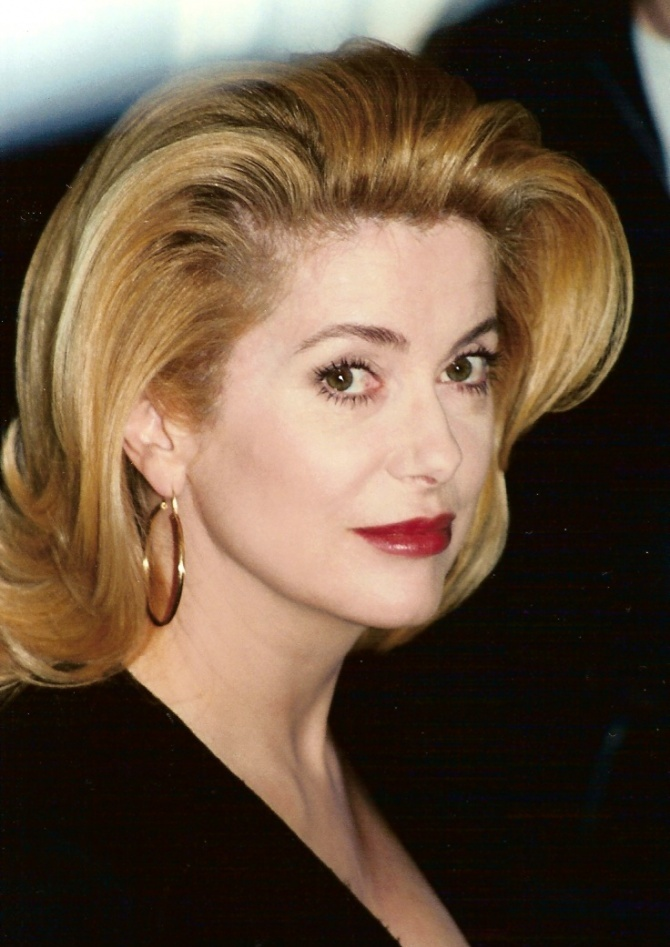
Catherine Deneuve, actriță franceză
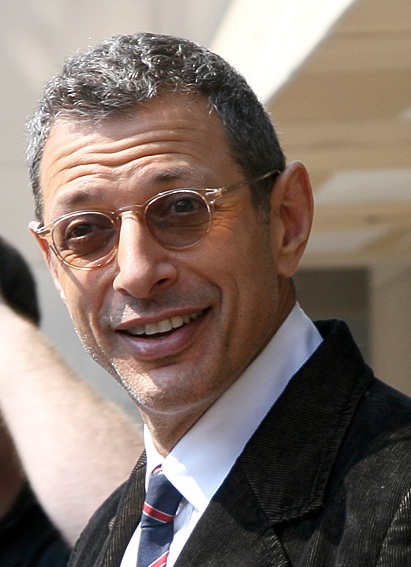
Jeff Goldblum, actor american

- 1929: Lev Iașin, fotbalist rus (d. 1990)
- 1938: Christopher Lloyd, actor american
- 1942: Ion Coja, lingvist român, publicist și scriitor
- 1942: Alin Savu, baschetbalist român
- 1943: Catherine Deneuve, născută Catherine Fabienne Dorléac, actriță franceză de film
- 1949: Corneliu Stroe, percuționist român (d. 2017)
- 1949: Arsène Wenger, antrenor de fotbal francez
- 1952: Jeff Goldblum, actor american
- 1952: Mircea Sandu, fotbalist român
- 1954: Ionel Tudor, compozitor și dirijor român
- 1958: Dan Creimerman, compozitor român
- 1967: Ana Beatriz Nogueira, actriță braziliană
- 1968: Shaggy, cântăreț jamaicano-american de reggae
- 1969: Spike Jonze, regizor american
- 1973: Andrés Palop, fost fotbalist spaniol
- 1974: Claudiu Adrian Pop, politician român
- 1975: Míchel Salgado, fotbalist spaniol
- 1977: Grit Jurack, jucătoare de handbal germană
- 1984: Anca Pop, cântăreață română (d. 2018)
- 1986: Ștefan Radu, fotbalist român
- 1987: Mikkel Hansen, jucător de handbal danez
- 1992: Sofia Vassilieva, actriță americană

## Decese
- 1383: Regele Ferdinand I al Portugaliei (n. 1345)
- 1882: Ion Andreescu, pictor român, membru post-mortem al Academiei Române  (n. 1850)
- 1882: János Arany, scriitor maghiar (n. 1817)

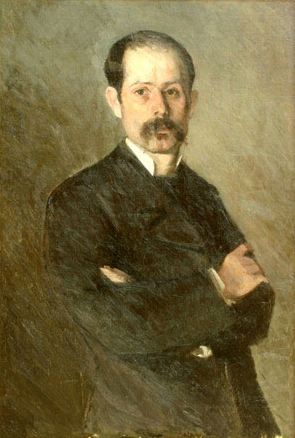
Ion Andreescu, pictor român
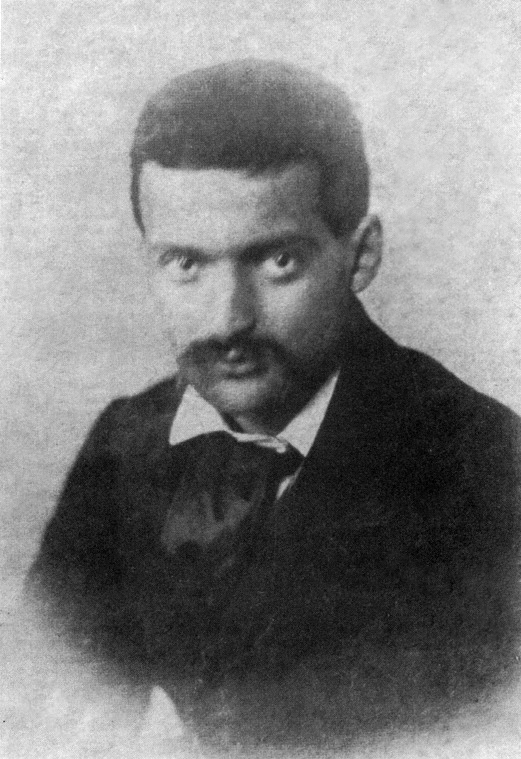
Paul Cézanne, pictor francez
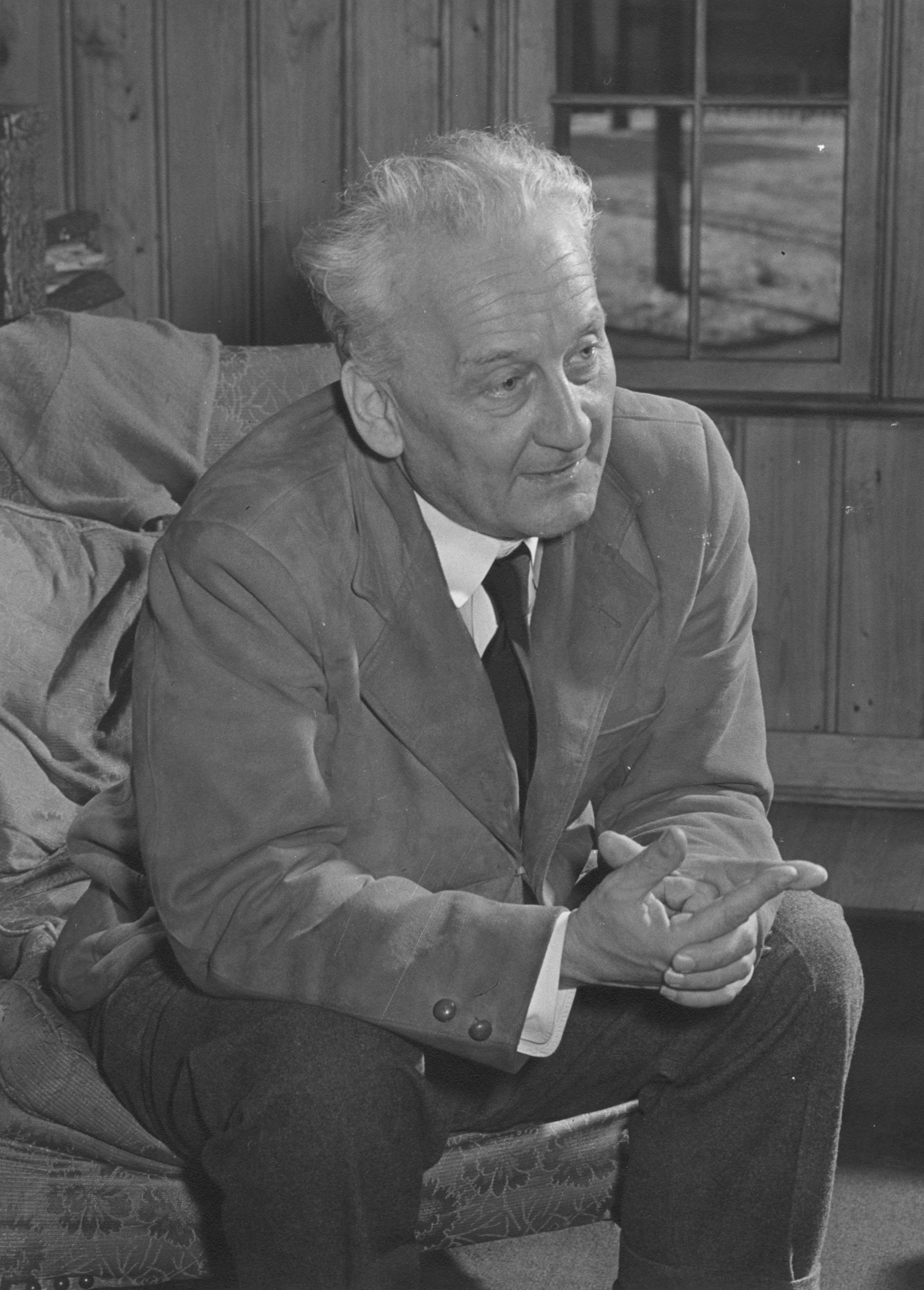
Albert Szent-Györgyi, fiziolog maghiar, laureat NobeL

- 1906: Paul Cézanne, pictor francez (n. 1839)
- 1916: Ion Sbierea, filolog și folclorist român, membru fondator (1866) al Academiei Române (n. 1836)
- 1964: Maurice Constantin-Weyer, scriitor francez, câștigător al Premiului Goncourt în 1928 (n. 1881)
- 1982: Mircea Ștefănescu, dramaturg român (n. 1898)
- 1985: Viorica Ursuleac, soprană română (n. 1894)
- 1986: Albert Szent-Györgyi, fiziolog maghiar, laureat Nobel (n. 1893)
- 1987: Lino Ventura, actor francez de origine italiană (n. 1919)
- 1973: Pablo Casals, compozitor, violoncelist și dirijor spaniol (n. 1876)
- 1975: Arnold Joseph Toynbee, istoric și filosof englez (n. 1889)
- 2007: Horia Aramă, scriitor român (n. 1930)
- 2008: Nicolae Boșcaiu, biolog român, membru al Academiei Române (n. 1925)
- 2011: Sultan bin Abdul-Aziz Al Saud, prinț al Arabiei Saudite (n. 1930)
- 2012: Russell Means, actor american de origine indiană (n. 1939)
- 2018: Mariana Celac, arhitectă și opozantă a regimului comunist (n. 1936)
- 2021: Liliana Tomescu, actriță română (n. 1929)
- 2021: Gelu Tofan, om de afaceri român (n. 1960)

## Sărbători
- Sf. Ierarh și întocmai cu Apostolii, Averchie; Sfinții Șapte Tineri din Efes (calendarul ortodox și greco-catolic)
- Vatican: Sărbătoarea națională a Statului Vatican
- Ziua mondială a misionarilor